# Anachis gaskoini
Anachis gaskoini är en snäckart som beskrevs av Carpenter 1857. Anachis gaskoini ingår i släktet Anachis och familjen Columbellidae. Inga underarter finns listade i Catalogue of Life.